# Halina Minkisiewicz-Latecka

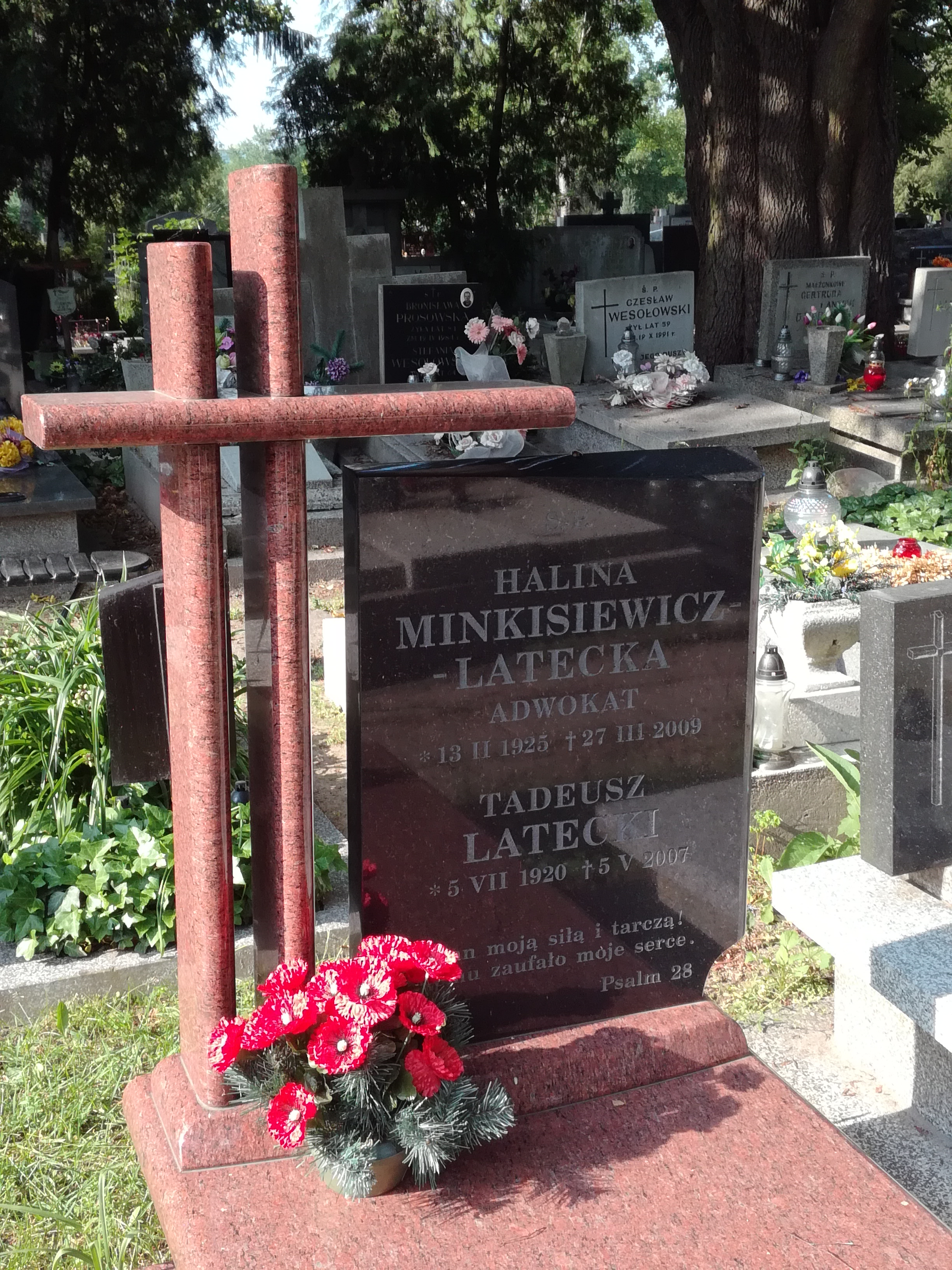
Grób Haliny Minkisiewicz-Lateckiej na Starym Cmentarzu w Łodzi

Halina Maria Minkisiewicz-Latecka (ur. 13 lutego 1925 w Nowym Tomyślu, zm. 27 marca 2009 w Łodzi) – polska adwokatka i działaczka społeczna, posłanka na Sejm PRL VIII kadencji (1980–1985). 

## Życiorys
W 1949 wstąpiła do Stronnictwa Demokratycznego. W 1951 ukończyła studia na Wydziale Prawa Uniwersytetu Wrocławskiego. Pracowała jako starszy ekonomista w Dziale Zatrudnienia i Pracy Zjednoczonego Przemysłu Roszarniczego. Później związana ze Zjednoczeniem Przemysłu Lniarskiego w Łodzi. W latach 1961–1964 odbyła aplikację adwokacką w Łodzi. Od 1965 pracowała jako adwokatka w Radomsku, później w Łodzi. Od 1961 należała do Zrzeszenia Prawników Polskich.
Od 1953 do 1955 zasiadała w Miejskiej Radzie Narodowej we Wrocławiu z ramienia SD. W latach 1980–1985 pełniła mandat posłanki na Sejm PRL VIII kadencji w okręgu Łódź Bałuty. Była członkiem Komisji Pracy i Spraw Socjalnych, Spraw Wewnętrznych i Wymiaru Sprawiedliwości oraz Kultury i Sztuki (później: Kultury). 8 października 1982 jako jedna z 5 posłów SD głosowała przeciwko nowej ustawie o związkach zawodowych, która delegalizowała Niezależny Samorządny Związek Zawodowy „Solidarność”, za co została ukarana zawieszeniem w prawach członka partii i wyłączona z prac Klubu Poselskiego SD.
Społecznie pracowała w poradni prawnej Ligi Kobiet oraz w Polskim Komitecie Pomocy Społecznej.
Pochowana na Starym Cmentarzu przy ul. Ogrodowej w Łodzi, w części katolickiej.

## Odznaczenia
- Złota Odznaka Ligi Kobiet (1979)[1]
- Złoty Krzyż Zasługi (pośmiertnie, 2009)[2]